# 凌家滩遗址博物馆
凌家滩遗址博物馆位于中华人民共和国安徽省马鞍山市含山县铜闸镇，馆区占地面积约27000平方米（一说36亩），其中建筑面积约11000平方米，展厅面积为约4000平方米。展出文物约1100件，主要来自其相邻的凌家滩遗址。

## 建设

### 建设背景
凌家滩遗址于1985年发现，作为“古国时代”第一阶段的代表性遗址自1987年起共经历16次发掘，发掘面积达8500平方米。遗址内发现了大型祭坛、祭祀坑、积石圈、墓葬群、居址、壕沟等遗迹遗存，其中在石家圩居址发现沟渠、灰坑、红烧土块遗迹等，出土大量生活遗存，共出土近4000件玉器、石器、陶器等文物。凌家滩遗址于2021年10月18日入选“百年百大考古发现”，并于2023年2月22日入选2022年中国考古新发现。凌家滩遗址与红山文化、良渚文化并称“史前三大玉文化中心”。

### 建设和设计
凌家滩遗址博物馆是凌家滩国家考古遗址公园的一部分，2021年博物馆馆区的考古勘探完成，博物馆于2022年3月启动建设。2025年5月16日，凌家滩遗址博物馆建成开馆。博物馆场馆以庄重大气、简约美观两个基本原则设计，建筑主体呈现十字院落风格，外墙使用夯土板材料以模拟凌家滩聚落风貌。

## 展厅
凌家滩遗址博物馆设一个基本陈列展厅、二个临时展厅，基本陈列展厅包括总序、鉴往知远、玉耀长河、文明互鉴四个部分。展厅两侧展墙模拟壕沟形态，厅内的圆形沙盘呈现出凌家滩聚落的双重环壕系统与四个功能分区（即防御区、居住区、祭祀区、墓葬区）。馆藏文物包括首尾相连的双面圆雕玉龙，刻有八角星纹的玉鹰，玉人，体现宗教礼仪的玉龟、玉版、玉猪等。博物馆针对07M23号墓的出土文物做了集中陈列，并有动画演示先民的葬制葬俗等。已知史前最大的石钺也为展品之一。展厅配备了虚拟现实设备，观众可透过设备了解先民习俗。

## 对外交流
凌家滩遗址博物馆曾于2025年5月17日，联合苏州考古博物馆、上海崧泽遗址博物馆、杭州玉架山考古博物馆启动长三角考古遗址博物馆研学活动。曾参与“5·18国际博物馆日”安徽主会场活动。